# تشارلز لويس فوسيل
تشارلز لويس فوسيل (بالإنجليزية: Charles Lewis Fussell)‏ هو رسام أمريكي، ولد في 25 أكتوبر 1840 في فيلادلفيا في الولايات المتحدة، وتوفي في يونيو 1909.

## معرض صور

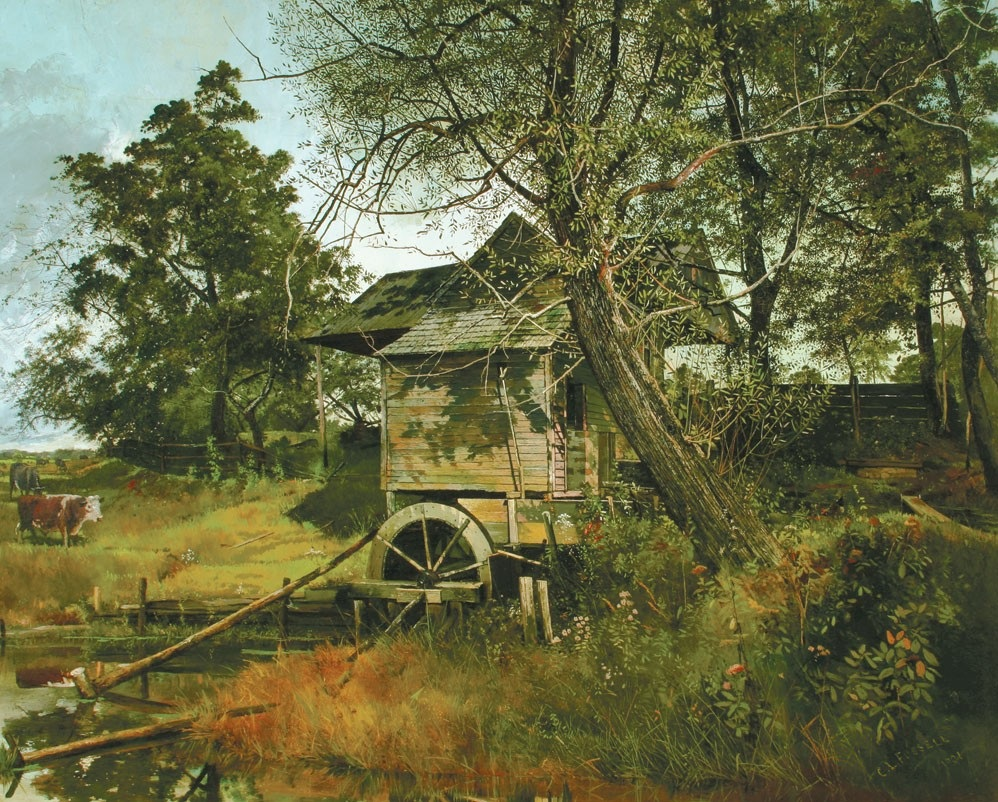
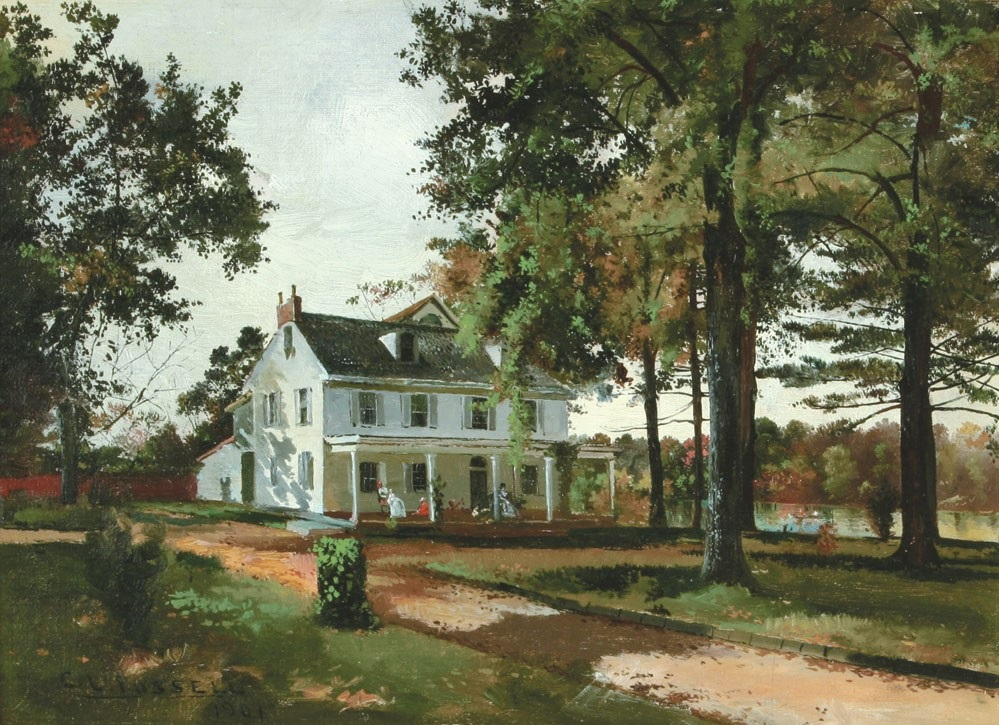
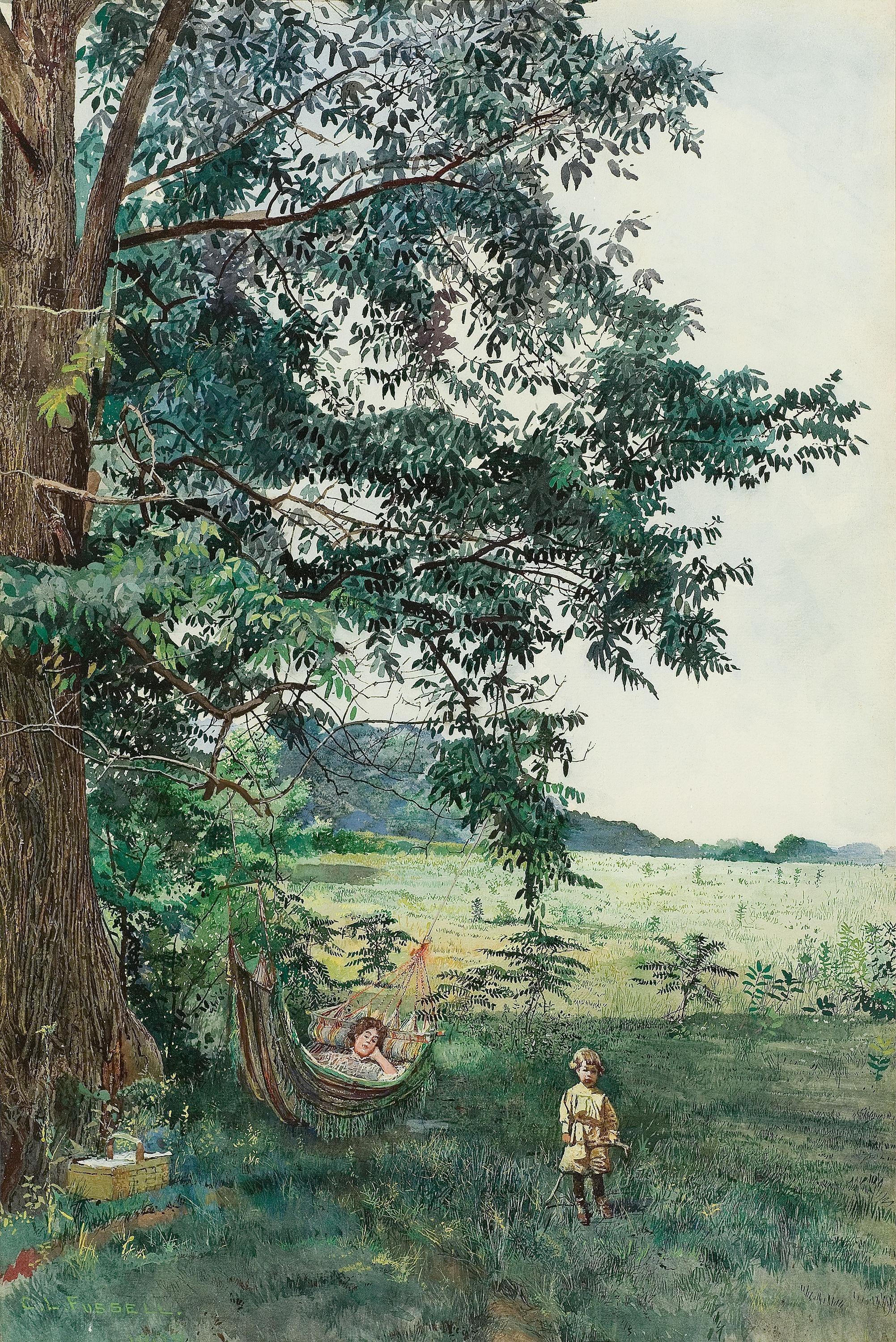
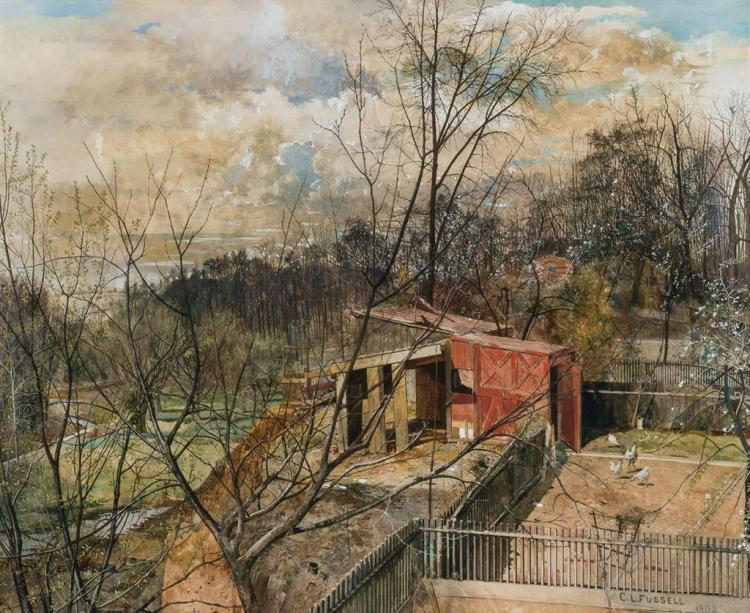